# Famille nombreuse (film, 1964)
Pour les articles homonymes, voir Famille nombreuse (homonymie).
Pour plus de détails, voir Fiche technique et Distribution.
Famille nombreuse (Ο πολύτεκνος (O Polytechnos)) est un film grec réalisé par Erríkos Thalassinós et sorti en 1964.

## Synopsis
Un pauvre garçon de café lutte pour faire vivre sa famille qui s'agrandit au fur et à mesure que sa femme accouche de jumelles ou de triplées (toujours des filles).

## Fiche technique
- Titre : Famille nombreuse
- Titre original : Ο πολύτεκνος (O Polytechnos)
- Réalisation : Erríkos Thalassinós
- Scénario : Napoleon Eleftheriou
- Direction artistique :
- Décors :
- Costumes :
- Photographie : Vangelis Karamanidis
- Son : Dimitris Giorgou
- Montage : Aristidis Karydis-Fuchs
- Musique : Giorgos Zambeta
- Production :  Ark Film
- Pays d'origine :  Grèce
- Langue : grec
- Format :  Noir et blanc
- Genre : Comédie
- Durée : 84 minutes
- Dates de sortie : 1964

## Distribution
- Thanássis Véngos
- Nitsa Marouda